# Matteo Ambrosini
Pour les articles homonymes, voir Ambrosini.
Matteo Ambrosini, né le 23 avril 2002 à Asiago, est un coureur cycliste italien. Il est membre de l'équipe MBH Bank-Ballan-CSB. 

## Biographie
Originaire de Vénétie, Matteo Ambrosini commence sa carrière par le patinage de vitesse. Il se consacre à cette discipline durant une dizaine d'années, avec un certain succès. Actif sur longue distance, il remporte plusieurs titres de champion d'Italie dans les catégories de jeunes,. Il participe également à deux reprises à la Coupe du monde, sous les couleurs de l'équipe nationale d'Italie.
En 2018, il achète son premier vélo de course, alors qu'il est âgé de seize ans. Dans un premier temps, il pratique ce sport en vue de préparer les courses de patinage. Il finit toutefois par délaisser les patins pour privilégier le cyclisme, qu'il apprécie davantage. Son entrée dans les compétitions cyclistes intervient en 2021, lorsqu'il intègre la Team CicloColor,. Il s'agit d'un club basé à Salzano.  
Chez les amateurs, il se fait remarquer en obtenant trois victoires. Grâce à ses performances, il attire l'attention de Flavio Miozzo, ancien cycliste professionnel et directeur sportif. Ce dernier l'incorpore dans l'effectif de l'équipe continentale MBH Bank-Ballan-CSB en 2022. Avec cette formation, il s'impose sur l'édition 2023 du Gran Premio Capodarco, réservé aux espoirs. Il s'agit de son premier triomphe acquis sur une épreuve inscrite au calendrier de l'UCI. La même année, il devient champion d'Italie du contre-la-montre par équipes, aux côtés de plusieurs de ses coéquipiers. 
Lors de la saison 2024, il conserve son titre de champion national dans le contre-la-montre par équipes, avec la formation MBH Bank-Colpack-Ballan. Il obtient aussi diverses places d'honneur dans des courses escarpées. Au niveau international, il se classe cinquième du Piccolo Giro di Lombardia, ou encore huitième de la Ruota d'Oro. En février 2025, il remporte la Coppa San Geo.

## Palmarès en cyclisme

### Par année
- 2023
  -  Champion d'Italie du contre-la-montre par équipes espoirs
  - Gran Premio Capodarco
- 2024
  -  Champion d'Italie du contre-la-montre par équipes espoirs
  - 2e de la Coppa Ciuffenna
  - 3e de Milan-Rapallo
- 2025
  - Coppa San Geo
  - Trophée Matteotti amateurs
  - 2e du Grand Prix Santa Rita

### Classements mondiaux
| Année                                 | 2023  | 2024  |
| ------------------------------------- | ----- | ----- |
| Classement mondial                    | 1656e | 1872e |
| UCI Europe Tour                       | 1058e | 1180e |
|                                       |       |       |
| Légende : nc = non classéSource : UCI |       |       |